# Alopochen kervazoi
La casarca della Réunion (Alopochen kervazoi (Cowles, 1994)) è un uccello estinto della famiglia degli Anatidi, che in passato popolava l'isola della Riunione.